# Camponotus zimmermanni
Camponotus zimmermanni é uma espécie de inseto do gênero Camponotus, pertencente à família Formicidae.